# Pomník obětem druhé světové války (K Barrandovu v Praze 5)
Torzo pomníku obětem druhé světové války se nachází na skalním ostrohu (v lokalitě označované jako Háj profesora Jedličky) nedaleko Barrandovských teras nad řekou Vltavou nad ulicí K Barrandovu v Praze 5. Jednalo se původně o památník věnovaný bojovníkům pražských barikád, kteří v květnu roku 1945 zahynuli na území Hlubočep, Zlíchova, Zbraslavi, Barrandova, Velké i Malé Chuchle a Lahovic. Památník vznikl v roce 1988 jako náhrada za četné drobné pomníčky a památníčky padlých v květnu 1945, které byly rozesety v oblasti zasažené rozsáhlými stavebními pracemi tj. v místech příjezdových komunikací (a silnice vedoucí směrem na Plzeň), jež byly budovány v rámci výstavby pražského Barrandovského mostu. Památník měl dvě části: mozaiku zobrazující bojující barikádníky a bronzovou pamětní desku se soupisem jmen (a letopočtů narození) všech 168 (na levém břehu Vltavy v uvedených lokalitách) padlých obránců při osvobozování Prahy v květnu 1945. V současnosti se již oficiálně nejedná o válečný památník a jména obětí byla přenesena na jiné místo.

## Podrobnosti

### Popis
V levé části díla je mozaika symbolizující bojující barikádníky V pravé části se k mozaice těsně přimyká rozměrná pamětní deska se soupisem všech 168 jmen (a letopočtů narození) bojovníků, kteří v lokalitách (Hlubočepy, Zlíchov, Zbraslav, Barrandov, Velká i Malá Chuchle a Lahovice) zahynuli. Celkem zde na levém břehu Vltavy v boji s tankovou divizí SS zahynulo asi 400 bojovníků, z toho 168 právě ve zmíněných lokalitách. Z počtu 168 hrdinů jich nebylo 39 vůbec identifikováno, ostatní identifikovaní byli dne 29. května 1945 odvezeni do svých „domovských“ obcí. Mezi padlými obránci byla jedna žena (Vlasta Leopoldová), nejmladšímu hrdinovi bylo 18 let. V současné době (začátek listopadu 2020) je stav neutěšený, mosazná pamětní deska se jmény padlých zcela chybí (byla ukradena).

### Souvislosti
Ve dnech 6. až 8. května 1945 se snažily jednotky tankové divize SS vedené plukovníkem Emilem Kleinem dostat od jihu Prahy do centra města. Právě v oblasti Zbraslavi, Lahovic, Chuchle a zejména Barrandova, Hlubočep, Zlíchova a Žvahova došlo k urputným bojům, při nichž padlo na barikádách mnoho obránců města. Jednotky SS byly vyzbrojeny těžkými zbraněmi a tanky, obranu se jim přesto nepodařilo prolomit. Boje v této oblasti probíhaly dokonce ještě i v průběhu dne a večera 9. května 1945. Obránci spolu s obrněným vlakem ze Smíchova a 1. československou revoluční tankovou jednotkou zabránili Němcům vniknout do hlavního města po levém břehu Vltavy.

### Historie
S iniciativou náhrady památníčků, které pohltila stavba Barrandovského mostu, přišli v 80. letech 20. století členové Československého svazu protifašistických bojovníků. Vybrán byl ostroh nad Vltavou, z několika návrhů na sochařsko–architektonické dílo byl nakonec zvolen návrh kolektivu zasloužilého umělce Martina Sladkého, národního umělce Miroslava Floriana a architektů Jiřího Dandy a Jána Špičáka. Autorem velkoplošné mozaiky je akademický malíř a autor mozaik Martin Sladký (* 1920), básník Miroslav Florian je autorem verše „Padli za Prahu a řeka šeptá jejich jména jako přísahu“ v úvodu pamětní desky o rozměrech 2 x 2 metry. Pomník byl slavnostně odhalen v květnu 1988 v předvečer 43. výročí osvobození Československa od fašismu za přítomnosti hostů, účastníků přípravy a členů realizačního týmu. Pomník byl přístupný na cestě vedoucí od Vltavy, až k tehdy otevřené a fungující restauraci Terasy Barrandov.
Po sametové revoluci v listopadu 1989 Terasy Barrandov restituovala rodina Václava Havla, objekt zchátral a památník nacházející se v poněkud odlehlém místě se stal cílem zlodějů kovů. Městská část Praha 5 původně uvažovala jak o přemístění památníku na přístupnější místo, tak i o obnově zcizené bronzové pamětní desky. Špatná přístupnost památníku byla důvodem toho, že se zde v květnových dnech nekonaly pietní akty, místo není v současné době udržované a výhledu ze skalnatého ostrohu na Vltavu a Vyšehrad brání rozbujelá vegetace stromů a keřů.

### Současnost
Bronzová deska se jmény padlých byla v průběhu let zcizena a nahrazena plastovou, která byla následně poškozena vandaly. Ještě v roce 2019 byla mozaika posprejována, ale v následujícím roce došlo k jejímu očištění. Neutěšený stav byl nakonec vyřešen tak, že jména obětí přenesla městská část Praha 5 po dohodě s Ministerstvem obrany na pomník obětem Pražského povstání pod kostelem sv. Filipa a Jakuba na Zlíchově, který doplnil jeho původní autor Zdeněk Kolářský.   Zchátralý barrandovský pomník byl poté vyškrtnut z evidence válečných hrobů. V současné době se tedy nejedná o oficiální válečný pomník, nýbrž o pozůstatek uměleckého díla.

### Dostupnost
Památník je dostupný pouze po dlážděném schodišti vedoucím od Vltavy (od ulice Zbraslavská) nahoru na skalnatý ostroh. V současné době (listopad 2020) během oprav a přestavby Barrandovských teras je dočasně přerušena cesta, která spojuje památník s terasami i barrandovskou vilovou čtvrtí. Dlážděné schodiště od Vltavy nikam dále nepokračuje a několik metrů za památníkem je dočasně přehrazeno. Lze předpokládat, že dokončení rekonstrukce Barrandovských teras přinese jak úpravu nejbližšího okolí, tak i znovuotevření cesty vedoucí kolem památníku, která spojuje naučnou stezku pod barrandovskými skalami s vyhlídkovou cestou, vedoucí po hřebeni skal až do Chuchelského háje.